# Federación Argentina de Empleados de Comercio y Servicios
La Federación Argentina de Empleados de Comercio y Servicios (FAECYS) es la federación de sindicatos que agrupa a los trabajadores de actividades comerciales y servicios, como los de la actividad bancaria, medios de comunicación, organizaciones sin fines de lucro, etc. FAECYS ha sido tradicionalmente uno de los sindicatos grandes del sindicalismo argentino, también llamados localmente "gordos". A sus filas pertenecieron Ángel Borlenghi y Armando March, quienes se desempeñaron como secretarios generales.
Desde 1985, hace más de 40 años su secretario general es Armando Cavalieri.
Su origen es la Sociedad de Dependientes de Comercio creada en 1880. En la década del 30 se formó la Confederación General de Empleados de Comercio, antecesora de FAECYS, que desempeñó un rol determinante para la sanción de la Ley 11.729. En 1989 tomó el nombre actual.
La FAECYS es una asociación sindical de segundo grado que representa más de 1.000.000 empleados que trabajan en el comercio y los servicios en todo el país.
Cuenta con la Personería Gremial N.º 1, otorgada por Resolución Nº161/45 de la Secretaría de Trabajo y Previsión, del 11 de diciembre de 1945 y es la signataria del Convenio Colectivo de Trabajo de nuestro Sector.
Al tratarse de una Federación nacional, agrupa en su seno a todos los sindicatos de primer grado o de base de Empleados de Comercio (filiales) con personería gremial reconocida o debidamente inscriptas, cualquiera sea su denominación (SEC, AEC, CEC, AGEC, SEOCA, SEOC, etc.), que son las entidades que afilian o sindicalizan directamente a los trabajadores en cada localidad.
La FAECYS asumió la representación de los trabajadores que se desempeñan en relación de dependencia en las actividades del sector comercio y servicios sin distinción de nacionalidad, sexo, raza, credo político o religioso, con prescindencia de la tarea o cargo que cumplan o desempeñen como así también de que el empleador sea una persona física o haya adoptado la forma de un ente societario o asociacional de cualquier naturaleza, incluidas expresamente las cooperativas, y cualquiera sea el régimen aplicable a la actividad desarrollada.
El ámbito personal y territorial de actuación, de la Federación como así también de las 300 filiales, se encuentra fijado en el acta de otorgamiento de la personería gremial que otorga el Ministerio de Trabajo, Empleo y Seguridad Social de la Nación, generalmente en concordancia con los estatutos de cada organización sindical.
La FAECYS, persigue fines de carácter sindical propiamente dichos, de carácter cultural y social.
En tal sentido, la FAECYS propicia el Derecho a la Capacitación de los trabajadores y su grupo familiar. Entiende que el mejoramiento de la condición humana y la preeminencia de los valores del espíritu, imponen la necesidad de propiciar la elevación de la cultura de la aptitud profesional, procurando que todas las inteligencias puedan orientarse hacia todas las direcciones del conocimiento, e incumbe a las sociedades estimular el esfuerzo individual proporcionando los medios para que, en igualdad de oportunidades, todo individuo pueda ejercitar el derecho a perfeccionarse.
Constituye el objeto de la FAECYS el logro de todo cuanto conduzca al mejoramiento constante de las condiciones de trabajo y de la vida de los trabajadores agrupados en las asociaciones que la integran, sobre la base de principios de igualitarismo, solidaridad y justicia social. Con ese propósito perseguirá los fines gremiales, sociales y culturales específicos para garantizar el Derecho a la Capacitación de los Trabajadores y su grupo familiar que se indican:
1) Estrechar vínculos con otras asociaciones de trabajadores, tanto del país como del    extranjero, con miras al mejor cumplimiento de sus fines y para coadyuvar en el logro de sus propósitos.
2) Procurar la formación técnica y general de los trabajadores representados; propiciar su acceso al conocimiento; atender a su capacitación sindical; organizar cursos; conferencias y actividades educativas; otorgar becas; propiciar toda actividad que haga a la elevación cultural de los trabajadores; editar publicaciones, fundar o sostener bibliotecas y otras entidades relativas a estos fines.
Para llevar a cabo estos propósitos, el Artículo 58.º del Estatuto de la FAECYS faculta al secretario de cultura y capacitación a desarrollar acciones concernientes a la educación sindical, a la capacitación técnica de los trabajadores mercantiles y a posibilitar el más amplio acceso de los mismos a los bienes de la cultura. Mantendrá las relaciones de la Federación con los entes de igual naturaleza de otras organizaciones sindicales, así como con los estatales o privados, del país o del extranjero, que persigan idénticos fines.  
Desde 1972, por resolución de la ex Confederación General de Empleados de Comercio de la República Argentina, se crea OSECAC siendo sus representantes electos cada 4 años; y está afiliada nacionalmente a la Confederación General del Trabajo (CGT), e internacionalmente a la UNI (Unión Internacional de las Comunicaciones y Servicios).
Actualmente, la obra social , está presente en todo el país, desde Ushuaia hasta la Quiaca y desde Mendoza hasta Buenos Aires, brindando salud a 2.081.179 beneficiarios.